# Ptilocephala agrostidis
Ptilocephala agrostidis is een vlinder uit de familie zakjesdragers (Psychidae). De wetenschappelijke naam van deze soort is voor het eerst geldig gepubliceerd in 1802 door Schrank.
De soort komt voor in Europa.